# Adrian Findlay
Adrian Findlay (né le 1er octobre 1982) est un athlète jamaïcain, spécialiste du 400 mètres haies.

## Biographie
Il remporte la médaille d'argent du relais 4 × 400 m lors des Championnats du monde en salle 2008, à Valence en Espagne, en compagnie de Michael Blackwood, Edino Steele et DeWayne Barrett. La Jamaïque, qui établit le temps de 3 min 07 s 60 est devancée par l'équipe des États-Unis. 

### Palmarès
| Date | Compétition                    | Lieu    | Résultat | Épreuve   |
| ---- | ------------------------------ | ------- | -------- | --------- |
| 2008 | Championnats du monde en salle | Valence | 2e       | 4 × 400 m |

### Records
| Épreuve     | Performance | Lieu     | Date          |
| ----------- | ----------- | -------- | ------------- |
| 400 m haies | 48 s 93     | Lawrence | 18 avril 2008 |